# Terral (álbum)
Terral es el título del tercer álbum de estudio del cantautor español Pablo Alborán. Fue lanzado al mercado el 11 de noviembre de 2014 por Warner Music Group y Parlophone en dos formatos, CD y digital. El álbum fue escrito por Alborán y compuesto y producido por Eric Rosse.

## Sencillos
- «Por fin» fue lanzado como primer sencillo del álbum el lunes 15 de septiembre de 2014. La canción que fue compuesta por el autor John William Hartfiel, debutó en el número 1 en la lista de sencillos del mercado español. Ha estado durante dos semanas consecutivas en el número uno.

- «Pasos de cero» fue el segundo sencillo lanzado en digital al reservar el álbum el lunes 6 de octubre de 2014.[2]

- «Recúerdame (Nueva versión)» Fue lanzado el lunes 1 de junio de 2015 como una nueva versión de la canción incluida en disco, "Recúerdame"

## Lista de canciones
Todas las canciones escritas y compuestas por Pablo Alborán. 
| N.º | Título                           | Duración |  |
| 1.  | «Por fin»                        | 4:01     |  |
| 2.  | «La escalera»                    | 3:57     |  |
| 3.  | «Ecos»                           | 4:22     |  |
| 4.  | «Pasos de cero»                  | 3:54     |  |
| 5.  | «Está permitido»                 | 3:44     |  |
| 6.  | «Recuérdame»                     | 4:47     |  |
| 7.  | «Ahogándome en tu adiós»         | 4:12     |  |
| 8.  | «Volvería»                       | 4:22     |  |
| 9.  | «Un buen amor»                   | 4:17     |  |
| 10. | «Vívela»                         | 3:11     |  |
| 11. | «Gracias»                        | 4:24     |  |
| 12. | «Quimera» (con Ricky Martin)     | 4:20     |  |
| 13. | «Despídete»                      | 3:48     |  |
| 14. | «El olvido»                      | 4:49     |  |
| 15. | «La escalera» (Versión Acústica) | 3:56     |  |
| 16. | «Por fin» (Versión Acústica)     | 4:00     |  |

## Ventas y certificaciones
| País      | Asociación   | Año  | Certificación | Copias  |
| Argentina | CAPIF        | 2014 | Oro           | 20 000  |
| Chile     | IFPI (Chile) | 2014 | Oro           | 5 000   |
| España    | Promusicae   | 2014 | 8x Platino    | 320 000 |
| México    | Amprofon     | 2014 | Oro           | 30 000  |
| Portugal  | AFP          | 2014 | Oro           | 7 500   |